# Severn-Freileitungskreuzung Aust

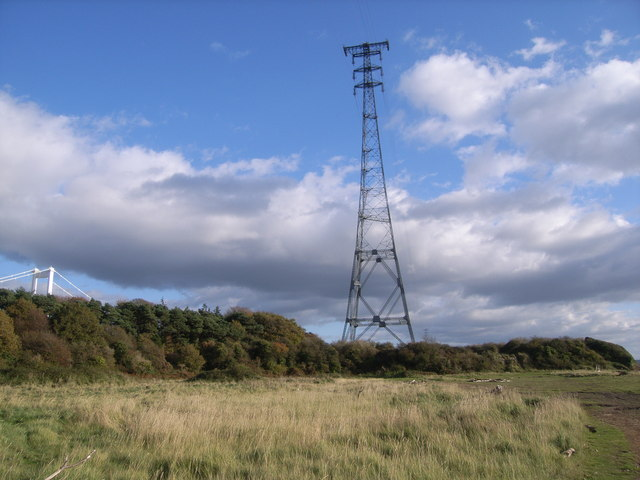
Westlicher Mast auf Beachley

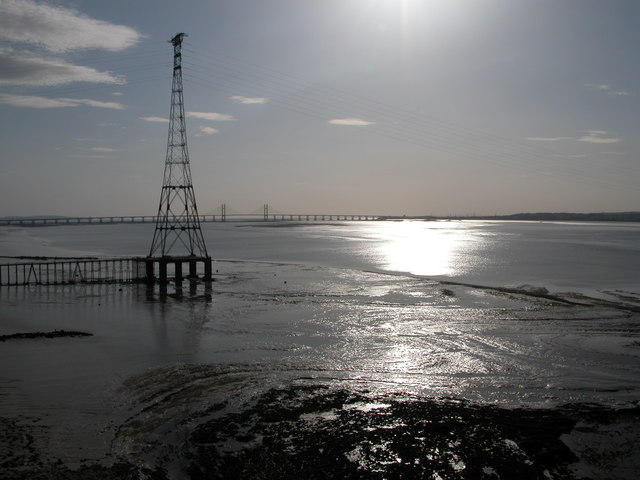
Östlicher Mast auf Caisson

Die Severn-Freileitungskreuzung Aust ist eine Freileitungskreuzung über den Fluss Severn zwischen Aust (South Gloucestershire) und Chepstow (Monmouthshire) in Großbritannien, parallel zur ersten Severnbrücke. Mit 1618 Metern weist sie die größte Spannweite aller Freileitungen in Großbritannien auf.

## Aufbau
Die Freileitungskreuzung wurde in den 1950er Jahren durch die Baufirma J. L. Eve Construction erbaut und trägt eine zweikreisige 275-kV-Leitung, die vom walisischen Umspannwerk Whitson zum englischen Umspannwerk Iron Acton führt. Die beiden Kreuzungsmasten sind je 148,75 Meter hoch. Während der westliche Mast auf der Halbinsel Beachley steht, befindet sich der östliche Mast auf einem vom Ufer her über eine Brücke zugänglichen Caisson. Wie die meisten Höchstspannungsleitungen in Großbritannien gehört sie zum Übertragungsnetzbetreiber National Grid.
Unmittelbar westlich an die Severnkreuzung schließt sich eine weitere Freileitungskreuzung des Flusses Wye an.
Parallel zur 275-kV-Freileitung führt seit 1971 eine 400-kV-Leitung, die den Severn sowie die Freileitungskreuzung und die Severnbrücke per Kabeltunnel unterquert.